# Pia Zadora
 (novembre 2010).
Si vous disposez d'ouvrages ou d'articles de référence ou si vous connaissez des sites web de qualité traitant du thème abordé ici, merci de compléter l'article en donnant les références utiles à sa vérifiabilité et en les liant à la section « Notes et références ».
Pia Zadora est une actrice et chanteuse américaine née le 4 mai 1954 à Hoboken (New Jersey).

## Biographie

### Jeunesse et débuts
De son vrai nom Pia Alfreda Schipani, elle naît le 4 mai 1954  à Hoboken d'Alphonse Schipani, violoniste d'origine italienne, et Saturnina Zadorowski, costumière à Broadway d'origine polonaise. Son pseudonyme est inspiré du nom de jeune fille de sa mère.
Elle débute au cinéma à l'âge de 10 ans en interprétant Grimar, une jeune Martienne, dans Le Père Noël contre les Martiens, un film pour enfants qui apparaît dans tous les classements des « pires films jamais tournés ».

### Carrière
En 1982, elle apparaît dans Fake Out puis Butterfly, film sans grand succès mais qui vaudra tout de même à Zadora le Golden Globe de la meilleure actrice débutante ainsi que le Razzie Award de la « pire actrice débutante ».
La même année elle sort son premier album, intitulé Pia. En 1984, elle atteint le succès mondial avec When the Rain Begins to Fall, son duo avec Jermaine Jackson (no 1 en France) pour le film Rock Aliens.
Sa carrière se poursuit principalement en Europe où les singles Let's Dance Tonight et Little Bit of Heaven sont des succès en Allemagne, Autriche, Suisse et Belgique en 1985. Aux États-Unis, elle reçoit une nomination aux Grammy Awards pour la meilleure performance vocale rock avec sa chanson Rock It Out.
Artiste à la carrière en dents de scie, elle a obtenu un grand nombre de contre-récompenses : 5 Razzie Awards dont une nomination à celui de la « pire artiste du siècle », et un Golden Apple, le « Sour Apple Award » (catégorie de « l'artiste qui croit le plus ce que racontent ses propres publicités »)[réf. nécessaire].

### Vie privée
Le 18 septembre 1977, Pia Zadora épouse Meshulam Riklis (1923-2019), un financier israélien riche et influent de trente ans son aîné, propriétaire entre autres de la chaîne de magasins McCrory Stores, avec lequel elle a un fils, Kristopher Barzie, et une  fille, Kady. Le couple fait parler de lui en 1988, lorsqu'il acquiert et fait démolir, au grand dam des cinéphiles, le manoir Pickfair à Beverly Hills, qui avait été la demeure de Douglas Fairbanks et de Mary Pickford[réf. nécessaire]. Ils divorcent le 29 mars 1995.
Pia Zadora épouse en secondes noces le 27 août 1995 le réalisateur Jonathan Kaufer (1955-2013), avec lequel elle a un fils, Jordan, et dont elle divorce le 30 novembre 2001. Elle se marie enfin avec Michael Jeffries, un officier de police, le 7 janvier 2006. En 2013, Pia Zadora est accusée de violences domestiques.

## Filmographie

### Cinéma
- 1964 : Le Père Noël contre les Martiens : Girmar
- 1982 : Butterfly : Kady Tyler
- 1982 : Banco à Las Vegas (Fake-Out) : Bobbie Warren
- 1983 : Lady Revanche : Jerilee Randall
- 1984 : Rock Aliens : Dee Dee
- 1988 : Hairspray : Beatnick Chick
- 1989 : Les Scouts de Beverly Hills : Pia Zadora
- 1994 : Y a-t-il un flic pour sauver Hollywood ? : Pia Zadora

### Télévision
- 1984 : Pajama Tops : Babette Latouche
- 1990 : Mother Goose Rock 'n' Rhyme : Miss Muffet
- 1995 : Favorite Deadly Sins : Pia Zadora
- 1999 : Frasier : voix de Jill (1 épisode)

## Discographie

### Albums
- 1982 : Pia
- 1983 : Adorable
- 1984 : Let's Dance Tonight
- 1985 : Pia and Phil
- 1986 : I Am What I Am
- 1988 : When the Lights Go Out
- 1989 : Pia Z
- 1989 : Pia Today! (Album promotionnel uniquement, jusqu'à son édition dans l'album The Platinum Collection)
- 1993 : Only for Romantics (Album promotionnel uniquement)
- 1993 : The Platinum Collection (inclus les albums Pia & Phil, I Am What I Am, and Pia Today!)

### Singles
- 1982 : I'm in Love Again (produit par Jacques Morali)
- 1983 : The Clapping Song (reprise de Shirley Ellis)
- 1984 : When the Rain Begins to Fall (duo avec Jermaine Jackson pour le film Voyage of the Rock Aliens)
- 1984 : Let's Dance Tonight
- 1984 : Little Bit of Heaven
- 1988 : Dance Out of My Head (produit par Jimmy Jam et Terry Lewis)
- 1989 : Heartbeat of Love (produit par Narada Michael Walden)

## Distinctions

### Récompenses
- Golden Apple Awards 1982 : Sour Apple
- Golden Globes 1982 : Révélation de l'année pour Butterfly
- Razzie Awards 1982 : Pire révélation et pire actrice pour Butterfly
- ShoWest Convention 1982 : Jeune actrice de l'année
- Razzie Awards 1984 : Pire actrice pour Lady Revanche
- Razzie Awards 1990 : Pire star de la décennie dans un drame pour Butterfly et Lady Revanche

### Nominations
- Razzie Awards 1990 : Pire actrice de la décade pour Butterfly et Lady Revanche
- Razzie Awards 2000 : Pire actrice de la décennie pour Butterfly, Banco à Las Vegas, Lady Revanche et Rock Aliens